# Laurentiana bocandei
Laurentiana bocandei är en skalbaggsart som beskrevs av Thomson 1860. Laurentiana bocandei ingår i släktet Laurentiana och familjen Cetoniidae. Inga underarter finns listade i Catalogue of Life.